# Дэй, Фрэнсис
Фрэнсис Дэй (англ. Francis Day; 1829—1889) — кавалер Ордена Индийской империи, генерал-инспектор рыбной ловли в Индии и Бирме, ихтиолог.
Родился 2 марта 1829 года в Великобритании (Мэрисфилд в Сассексе), был третьим ребёнком Вильяма и Энн Дэй. Стал офицером-медиком британской провинции в Индии, Мадрасском Президентстве в 1852 году.

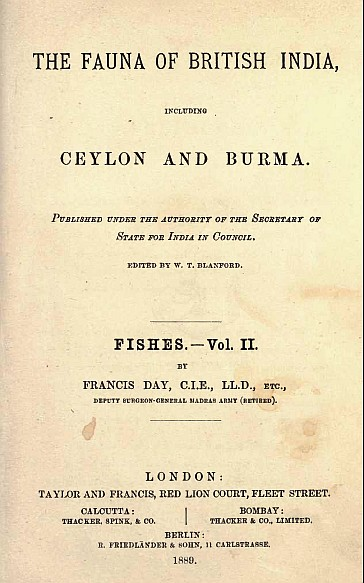
Обложка книги
«Фауна Британской Индии»

Стал кавалером Ордена Индийской империи в 1885 году. Также награждён Орденом Короны Италии Вышел в отставку в 1877 году.
Фрэнсис Дэй написал монографию «Рыбы Индии» (1875—1878); в 1888 году вышло дополнение к ней. В двух томах «Рыбы», вошедших в серию «Фауна британской Индии» он описал свыше 1400 видов рыб. В 1865 году Ф. Дэй опубликовал книгу «Рыбы Малабара».
ОН был активным участником и президентом Челтенского естественнонаучного общества.
Умер в своём имени Кенилворт Хаус, Челтенхэм 10 июля 1889 года от рака желудка. Похоронен на кладбище в Челтехэме.

## Источник
- Bernard Barham Woodward Day, Francis (1829-1889) Архивная копия от 21 января 2019 на Wayback Machine // Dictionary of National Biography  (англ.)